# La patrulla
La patrulla è un film del 1954 diretto da Pedro Lazaga.